# Cantone di Borghetto
Il cantone di Borghetto era uno dei cantoni in cui si suddivideva il distretto di Lodi, nel dipartimento dell'Alto Po del Regno d'Italia (1805-1814). Esistette dal 1805 al 1815.
Il cantone comprendeva i comuni di II classe di Borghetto e San Colombano, e i comuni di III classe di Graffignana, Badia di Ceredo, Brusada, Cà de' Bolli, Caviaga, Cavenago, Ceppeda, Crespiatica, Grazzano, Grazzanello, Lanfroja, Majrago, Motta Vigana, Muzza Piacentina, Ossago, Pompola, San Martino in Strada, Sesto e Soltarico.